# Chimmalagi, Badami
Chimmalagi là một làng thuộc tehsil Badami, huyện Bagalkot, bang Karnataka, Ấn Độ.